# 國銳生活
國銳生活有限公司，簡稱國銳生活（英語：GR Life Style Company Limited，港交所：108）前身為「高昇地產發展有限公司」、「建懋國際有限公司」和「國銳地產有限公司」，成立於1973年，同時在香港交易所主板上市，當時原本於澳門和香港地產商，現時於中國房地產開發公司，業務為物業投資、物業貿易和物業管理。當時主席為盧象乾（盧嘉錫兒子），而首席執行官為黃海平。但是現時主要股東為魏純暹（主席及首席執行官）。前股東為莊漢傑和盧象乾。
大股東為國銳集團有限公司。
當時是最早澳門澳門概念股，也是80年代購入澳門地皮，由於效益欠佳，故此把原旗下嘉輝置業有限公司，以及Gladiolus Trading Limited所有權益出售給莊漢傑，2007年已正式開始轉移福建物業發展。
2015年2月26日，國銳地產旗下East Pacific Properties LLC，以2500萬美元（1.94億港元）收購Wilshire West Car Wash, LLC旗下位於美國加利福尼亞州洛杉磯聖莫尼卡市Chelsea Green Tract第4區地段1、2、3、4、5、6及7物業，面積約為40,615平方呎。
2016年7月11日，該公司旗下GR Properties UK Limited，以2778萬英鎊（2.79億港元），收購位於英國倫敦Boundary House, 7-17 Jewry Street, London EC3N 2EXX（受該等租約所規限）物業權益，賣方為倫敦上市公司Picton Property Income Limited若干旗下公司。